# Delosperma rogersii
Delosperma rogersii là một loài thực vật có hoa trong họ Phiên hạnh. Loài này được (Schoenb. & Berger) L.Bolus mô tả khoa học đầu tiên năm 1929.